# 르 메르디앙 타이중
르 메르디앙 타이중(台中李方艾美酒店)은 대만 타이중시 중구에 위치한 호텔이다. 이 호텔은 타이중에서 3번째로 높은 건물이며, 대만에서는 17번째로 높은 건물이다.

## 위치
타이중역 바로 앞에 위치해있다.

## 같이 보기
- 대만의 마천루 목록